# Gracilechinus affinis
Gracilechinus affinis is een zee-egel uit de familie Echinidae.
De wetenschappelijke naam van de soort werd in 1903 gepubliceerd door Theodor Mortensen.